# 柳德維謝
50°5′2″N 25°54′58″E / 50.08389°N 25.91611°E
柳德維謝（烏克蘭語：Людвище）是位於烏克蘭西部特諾皮爾州裏克列梅涅茨區的村莊，始建於1545年，面積6.64平方公里，2001年人口829，人口密度每平方公里124.9人。